# Личковаха, Василий Александрович
Василий Александрович Личковаха (укр. Василь Олександрович Личковаха; 14 сентября 1924 год, село Буромка — 16 июля 1994) — колхозник, бригадир колхоза имени XXI съезда КПСС Семёновского района, Полтавская область, Украинская ССР. Герой Социалистического Труда (1976).

## Биография
Родился 14 сентября 1924 года в крестьянской семье в селе Буромка. После окончания в 1946 году Хорольской школы трактористов работал трактористом в колхозе имени XXI съезда КПСС Семёновского района. Был назначен бригадиром трактористов.
По его инициативе в бригаде были введены передовые методы обработки посевных площадей, в результате чего на участке площадью 100 гектаров было выращено в среднем по 313 центнеров сахарной свеклы с каждого гектара. В 1976 году удостоен звания Героя Социалистического Труда «за выдающиеся успехи, достигнутые во Всесоюзном социалистическом соревновании, проявленную трудовую доблесть в выполнении плана и социалистических обязательств по увеличению производства и продажи государству сельскохозяйственных продуктов в 1976 году».
Избирался делегатом XXV съезда КПСС.

## Награды
- Герой Социалистического Труда — указом Президиума Верховного Совета СССР от 24 декабря 1976 года
- Орден Ленина
- Орден «Знак Почёта» (1958)
- Орден Трудового Красного Знамени (1966)